# Fantastic'Arts 1997
La quatrième édition du festival Fantastic'Arts s'est déroulé du 29 janvier au 2 février 1997.

## Palmarès
| Prix                                | Attribué à                                                   | Pays       |
| ----------------------------------- | ------------------------------------------------------------ | ---------- |
| Grand prix du festival              | Scream de Wes Craven                                         | États-Unis |
| Prix du jury                        | Tuez-moi d'abord (Nur über meine Leiche) de Rainer Matsutani | Allemagne  |
| Mention spéciale                    | Ghost in the Shell (Kōkaku Kidōtai) de Mamoru Oshii          | Japon      |
| Prix de la critique                 | Tuez-moi d'abord (Nur über meine Leiche) de Rainer Matsutani | Allemagne  |
| Prix du public                      | Scream de Wes Craven                                         | États-Unis |
| Trophée Fun Radio                   | Tuez-moi d'abord (Nur über meine Leiche) de Rainer Matsutani | Allemagne  |
| Prix vidéo                          | Le Dentiste (The dentist) de Brian Yuzna                     | États-Unis |
| Grand prix du court métrage         | L'illusion de Gabriela Greeb                                 |            |
| Grand prix du vidéo clip            | Au Commencement de Philippe Gautier pour Étienne Daho        |            |
| Mention spéciale pour le vidéo clip | Personne de Pascal Obispo réalisé par Vidal et Durand        |            |
| Prix littéraire                     | La Qualité du silence de Max Dorra                           |            |

## Films en compétition
- L'arcano incantatore de Pupi Avati ( Italie)
- Ghost in the Shell (攻殻機動隊, Gōsuto In Za Sheru/Kōkaku Kidōtai?) de Mamoru Oshii ( Japon)
- Scream de Wes Craven ( États-Unis)
- Relic (The Relic) de Peter Hyams ( Royaume-Uni /  Allemagne /  Japon /  Nouvelle-Zélande /  États-Unis)
- Le Syndrome de Stendhal (La sindrome di Stendhal) de Dario Argento ( Italie)
- Tuez-moi d'abord (Nur über meine Leiche) de Rainer Matsutani ( Allemagne)
- Les Mille Merveilles de l'univers de Jean-Michel Roux ( France /  Canada)

## Courts métrages en compétition
- Bonne pioche de Frédéric Graziani ( France)
- Conséquences de la réalité des morts de Vincent Mayrand ( France)
- Des majorettes dans l espace de David Fourier ( France)
- Double jeu de Emmanuel Oberg ( France)
- Hillbilly chainsaw massacre de Laurent Tuel ( France)
- L’illusion de Gabriela Greeb ( France)
- Le dernier chaperon rouge de Jan Kounen ( France)
- Le grand faucheux de Éric Vanz de Godoy ( France)
- Sexous breakdown de Xavier Palud ( France)
- Velvet 99 l’espion au ventre de velours de Olivier Kuntze ( France)

## Films hors compétition
- The Crow, la cité des anges (The Crow, City of Angels) de Tim Pope ( États-Unis)
- Fantômes contre fantômes (The Frighteners) de Peter Jackson ( Nouvelle-Zélande /  États-Unis)
- Space jam de Joe Pytka ( États-Unis)
- Star Trek : Premier Contact (Star Trek: First Contact) de Jonathan Frakes ( États-Unis)
- Les Conspirateurs du plaisir (Spiklenci slasti) de Jan Švankmajer ( République tchèque /  Suisse /  Royaume-Uni)
- Chamanka (Szamanka) de Andrzej Żuławski ( Pologne /  France / Suisse)

### Peur Bleue (séances de minuit)
- Evil Ed d'Anders Jacobsson ( Suède)
- Hellraiser: Bloodline de Kevin Yagher et Joe Chappelle ( États-Unis)
- Amityville : La Maison de poupées (Amityville - Dollhouse) de Steve White ( États-Unis)

### Hommage à Ken Russel
- Les Diables (The Devils) ( Royaume-Uni /  États-Unis)
- Au-delà du réel (Altered States) ( États-Unis)

### Hommage à Andrzej Zulawski
- Le Diable (Diabel) ( Pologne)
- Possession ( France /  Allemagne de l'Ouest)
- Mes nuits sont plus belles que vos jours ( France)

### Rétrospective Les 100 ans de Dracula
- Dracula de Tod Browning ( États-Unis)
- Dracula, Prince des Ténèbres (Dracula, Prince des Ténèbres) de Terence Fisher ( Royaume-Uni)
- Du sang pour Dracula (Andy Warhol's Dracula) de Paul Morrissey ( Italie /  France /  États-Unis)
- Dracula père et fils de Édouard Molinaro ( France)
- Nosferatu, Fantôme de la nuit (Nosferatu : phantom der nacht) de Werner Herzog ( Allemagne de l'Ouest /  France)
- Vampire, vous avez dit vampire ? (Fright Night) de Tom Holland ( États-Unis)
- Dracula (Bram Stoker's Dracula) de Francis Ford Coppola ( États-Unis)
- Dracula mort et heureux de l’être (Dracula: Dead and Loving it) de Mel Brooks ( France /  États-Unis)

## Inédits vidéo
- Le Dentiste (The dentist) de Brian Yuzna ( États-Unis)
- Zone 39 de John Tatoulis ( Australie)
- X-Files : Aux frontières du réel - Tunguska de Kim Manners et Rob Bowman ( États-Unis)
- Skinner de Ivan Nagy ( États-Unis)

## Jury

### Jury longs métrages
Président du jury : Ken Russell
- Natasha Henstridge
- Laura Morante
- Mimie Mathy
- Agnès Soral
- Jacques Dorfmann
- Yoichi Komatsuzawa
- Jacques Lanzmann
- John Malkovich
- Robin Renucci
- Julio Ribera
- Andrzej Żuławski

### Jury courts métrages
Président du jury : Christophe Gans
- Rosemarie La Vaullée
- Annabelle Mouloudji
- Agnese Nano
- Camille Raymond
- Rochelle Redfield
- Nils Tavernier

### Jury littéraire
- Sylvie Genevoix
- Françoise Xenakis
- Jacques Duquenne
- Paul Guimard
- Yann Moix
- Jean-Jacques Pauvert